# Almendral
Almendral (= „Mandelbaum“) ist ein Ort und eine Gemeinde (municipio) mit 1.197 Einwohnern (Stand: 2024) im Westen der spanischen Provinz Badajoz in der Autonomen Gemeinschaft Extremadura.

## Lage
Der Ort Almendral liegt gut 37 km (Fahrtstrecke) südöstlich von Badajoz in einer Höhe von ca. 325 m ü. d. M. Das Klima im Winter ist gemäßigt, im Sommer dagegen warm bis heiß; die geringen Niederschlagsmengen (ca. 555 mm/Jahr) fallen – mit Ausnahme der nahezu regenlosen Sommermonate – verteilt übers ganze Jahr.

## Bevölkerungsentwicklung
| Jahr      | 1857  | 1900  | 1950  | 2000  | 2016  |
| Einwohner | 2.618 | 3.357 | 3.559 | 1.478 | 1.282 |

Der deutliche Bevölkerungsrückgang in der zweiten Hälfte des 20. Jahrhunderts ist im Wesentlichen auf die Mechanisierung der Landwirtschaft und den damit einhergehenden Verlust an Arbeitsplätzen zurückzuführen.

## Wirtschaft
Während das Umland über Jahrhunderte in hohem Maße landwirtschaftlich geprägt war, ließen sich im Ort selbst auch Kleinhändler, Handwerker und Dienstleister aller Art nieder.

## Geschichte
Keltische und römische Spuren wurden bislang nicht entdeckt; kleinere westgotische Funde befinden sich heute im Museo Arqueológico von Badajoz. Nach bisherigen Erkenntnissen geht die Ortsgründung auf die maurische Zeit (8./9. Jahrhundert) zurück. Wahrscheinlich von Ferdinand III. (reg. 1230–1252) um 1230/35 zurückerobert übergab König Alfons XI. von Kastilien (reg. 1312–1350) im Jahr 1333 den Ort und die umliegenden Ländereien an seinen Hofbeamten Enrique Enríquez. Im ausgehenden 14. Jahrhundert drangen portugiesische Armeeeinheiten und Freischärler nach der für sie siegreichen Schlacht von Aljubarrota (1385) in die schon lange strittigen Gebiete östlich des Río Guadiana vor; angeblich plünderten und zerstörten sie auch Almendral.

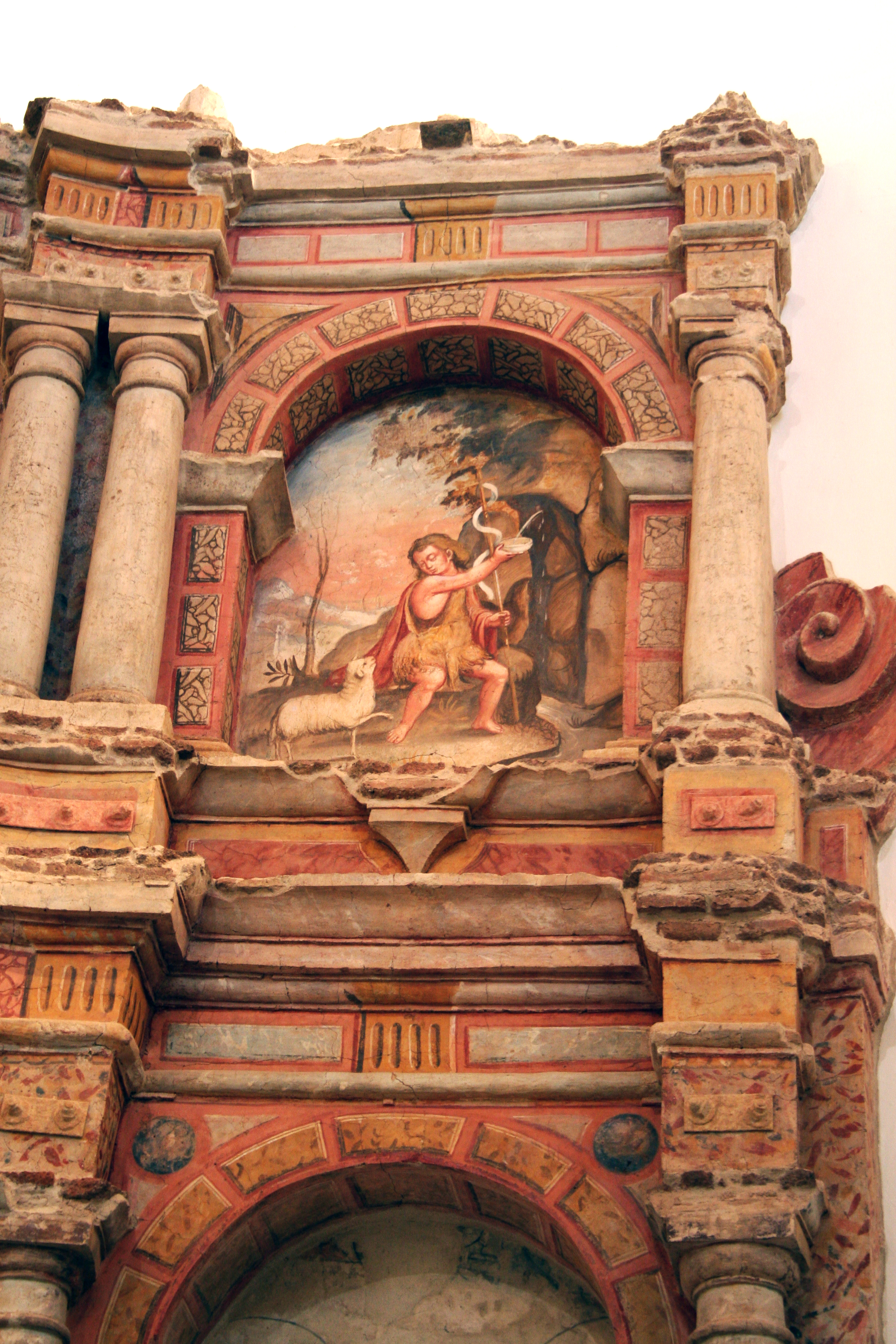
Altar der Ermita de Finibus Terrae

## Sehenswürdigkeiten
- Zentrum des Ortes ist die längsrechteckige Plaza España mit ihren weißgetünchten Häusern. Hier befinden sich das Rathaus, die Hauptkirchen des Ortes und ein im Boden versenktes vierpassförmigen Brunnenbecken, welches von Azulejos eingefasst ist.
- Die steinsichtige Kirche San Pedro Apóstol mit ihrer schmucklosen und eher abweisend wirkenden Fassade und ihrer polygonal gebrochenen Apsis entstammt der Zeit um 1500. Auf der rechten Seite der Fassade befindet sich ein runder Treppenturm; darüber erhebt sich ein später hinzugefügter zweigeteilter Glockengiebel. Beachtung verdient das Renaissanceportal auf der Südseite. Im hochgewölbten Kirchenschiff befinden sich fünf Barockaltäre.
- Die möglicherweise noch dem 15. Jahrhundert zuzurechnende einfache Kirche Santa María Magdalena mit ihrer von einem Glockengiebel überhöhten Fassade befindet sich auf der Nordseite des Platzes.
- Die dreischiffige Ermita de Finibus Terrae wurde wahrscheinlich schon im 13. Jahrhundert erbaut; das Portal scheint jedenfalls aus dieser Zeit zu stammen, wohingegen das Innere der Kirche später umgearbeitet worden ist. Sehenswert ist der aus Bruch- und Ziegelsteinen gemauerte und mit farbig bemaltem Stuck verkleidete Hochaltar.